# Фировски рејон
Фировски рејон (рус. Фировский район) административно-територијална је јединица другог нивоа и општински рејон у северном делу Тверске области, на северозападу европског дела Руске Федерације.
Административни центар рејона је варошица Фирово. Према проценама националне статистичке службе Русије за 2014. на територији рејона је живело 8.736 становника или у просеку око 5,0 ст/км².

## Географија
Фировски рејон се налази у северном делу Тверске области, на подручју Валдајског побрђа и обухвата територију површине 1.747 км². Граничи се са Бологовским рејоном и ЗАТО градом Озјорни на северу и северозападу, на истоку је Вишњеволочки, а на југу Кувшиновски рејон. На западу је територија Осташковског рејона, док су на северу рејони Новгородске области (Демјански и Валдајски).
Готово целокупна рејонска територија припада басену реке Мсте преко које је повезана са сливом реке Неве и Балтичког мора. Најважније реке у северном делу рејона су Шлина и њена најважнија притока Граничнаја, док је најзначајнији водоток на југу река Цна. И Цна и Шлина су леве притоке реке Мсте. Један мали део рејонске територије на крајњем југоистоку припада басену реке Тверце (део басена Волге).
Рејон је познат по бројним језерима од којих су највећа Шлино (34 км²), Серемо (19,6 км²), Граничноје (6,9 км²) и Тихмењ (5,44 км²). Под шумама је око половина укупне рејонске територије.

## Историја
Претеча садашњег рејона била је Фировска парохија Валдајског округа која је постојала од 1924. до 1929. године. Године 1929. Фировска парохија улази у границе Бологовског рејона.
Као самосталан рејон у границама калињинске (данас Тверске) области формиран је 1935. године. Међутим Фировски рејон је поново распуштен 1963. године, а његова територија постала делом Вишњеволочког рејона. Поново је успостављен 1972. године.

## Демографија и административна подела
Према подацима пописа становништва из 2010. на територији рејона је живело укупно 9.396 становника, док је према процени из 2014. ту живело 8.736 становника, или у просеку 5,0 ст/км².
| 1959.  | 1970. | 1979.  | 1989.  | 2002.  | 2010. | 2014.  |
| ------ | ----- | ------ | ------ | ------ | ----- | ------ |
| 22.464 | ---   | 15.649 | 14.282 | 11.919 | 9.396 | 8.736* |

Напомена: * Према процени националне статистичке службе
На подручју рејона постоји укупно 108 насељених места подељених на укупно 5 општина (3 сеоске и 2 урбане). Статус урбаних насеља имају варошице Фирово која је уједно и административни центар рејона и Великооктјабрски.

## Саобраћај
Преко територије Фировског рејона пролази железница на релацији Бологоје—Соблаго—Великије Луки и друмски правац Фирово–Вишњи Волочок.